# Tanna ornatipes
Tanna ornatipes eller Araneotanna ornatipes är en spindelart som beskrevs av Lucien Berland 1938. Namnet har bytts till det senare men det är annu inte allmänt accepterat. Tanna ornatipes ingår som enda art i släktet Tanna, och familjen hoppspindlar. Inga underarter finns listade.

## Utbredning
Tanna ornatipes finns i norra Hebriderna i Stilla havet.